# Soo jezik
Soo jezik (so, tepes, tepeth; ISO 639-3: teu), jezik naroda Tepes kojim govori 5 000 ljudi (Ladefoged, Glick and Criper 1972) od 21 534 etničkih pripadnika u ugandskom distriktu Moroto (popis 2002).
Sami svoj jezik nazivaju soo. Pripada nilsko-saharskoj porodici, užoj skupini kuliak, podskupini ngangea-so. Govori ga uglavnom starija populacija, a većina (mlađi) jezik Ngakarimojong.

## Vanjske poveznice
- Ethnologue (14th)
- Ethnologue (15th)